# Der Mistral
Der Mistral, nach einem ihrer Untertitel eine "Literarische Kriegszeitschrift", war eine kurzlebige, 1915 von Hugo Kersten, Emil Szittya und Walter Serner in Zürich herausgegebene Literaturzeitschrift, an der auch Apollinaire, Lajos Kassák, Johannes R. Becher, Marinetti und Max Herrmann-Neiße mitarbeiteten. 1977 erschien ein Reprint.